# Lújar
Lújar és un municipi de la província de Granada, amb una superfície de 36,96 km², una població de 506 habitants (2004) i una densitat de població de 13,69 hab/km².
Un incendi en 2015 va cremar un bosc d'alzina surera amb arbres de fins a 500 anys, que ocupa el 80 per cent dels 37 quilòmetres quadrats del terme municipal, i que està en procés de reforestació.